# Cidaria antauges
Cidaria antauges là một loài bướm đêm trong họ Geometridae.